# 长坪镇 (通江县)
长坪镇
长坪镇，原为长坪乡，是中华人民共和国四川省巴中市通江县下辖的一个乡镇级行政单位。2020年5月，撤乡设镇。

## 行政区划
长坪乡下辖以下地区：
长坪街道社区、北斗坪村、关溪沟村、景家营村、石岗坪村、薛家坪村、勇山坡村、云雾山村、小蕨坪村、春溪沟村、东坡村、土墙坪村、西坡村、新店子村和趱子坡村。